# Петровка Вторая (Орловская область)
Петро́вка Втора́я — деревня в Колпнянском районе Орловской области России. Входит в состав Тимирязевского сельского поселения.

## География
Деревня находится в юго-восточной части Орловской области, в лесостепной зоне, в пределах центральной части Среднерусской возвышенности, к югу от реки Быстрая Сосна, на расстоянии примерно 12 км (по прямой) к востоку от посёлка городского типа Колпна, административного центра района. Абсолютная высота — 208 м над уровнем моря.
Климат
Климат характеризуется как умеренно континентальный. Средняя температура января −8,5 °C, средняя температура июля +18,5 °C. Годовое количество осадков 500—550 мм. Среднегодовая температура воздуха составляет +4,6 °C.
Часовой пояс
Деревня Петровка Вторая, как и вся Орловская область, находится в часовой зоне МСК (московское время). Смещение применяемого времени относительно UTC составляет +3:00.

## Население
| 2010 |
| ---- |
| 0    |

## Известные уроженцы
- Большаков, Дмитрий Иванович (1921—1988) — советский военнослужащий, старший сержант, Герой Советского Союза.